# Вербило, Семён Данилович
Семён Дани́лович Вербило (1 (13) февраля 1867 — после 1917) — член IV Государственной думы от Минской губернии, крестьянин.

## Биография
Православный, крестьянин деревни Докторовичи Романовской волости Слуцкого уезда.
Получил домашнее образование. Занимался земледелием (10 десятин надельной земли). Был женат, имел семерых детей.
С 1898 года был сельским старостой, а затем Романовским волостным старшиной (1899—1908). С 1906 года состоял гласным Слуцкого уездного и Минского губернского земских собраний, а с 1911 года — и членом губернской землеустроительной комиссии.
В 1912 году был избран членом Государственной думы от Минской губернии. Входил во фракцию русских националистов и умеренно-правых (ФНУП), после её раскола в августе 1915 — в группу прогрессивных националистов и Прогрессивный блок. Состоял членом комиссии по судебным реформам.
В дни Февральской революции был в Петрограде, спасал полицейских от расправы.
Дальнейшая судьба неизвестна.